# Cjerachoŭský rajón
Cjerachoŭský rajón (bělorusky Церахоўскі раён, rusky Тереховский район) byla územně-správní jednotkou v běloruské SSR, která existovala v letech 1927—1962. Administrativním centrem rajónu byla obec Cjerachoŭka (od roku 1938 — městské sídlo).
Rajón byl založen v roce 1927 pod správou Homelské oblasti. V roce 1930, kdy byl zrušen systém okruhů, se Cjerachoŭský rajón přesunul pod přímou podřízenost běloruské SSR. V lednu 1938, kdy bylo zavedeno dělení na oblasti, byl rajón začleněn pod Homelskou oblast.
K 1. lednu 1947 měl rajón rozlohu 1 100 km². Rajón byl rozdělen na městské sídlo Cjerachoŭka a 18 venkovských rad (selsovětů): Barščoŭský (Баршчоўка), Vasiljeŭský (Васільеўка), Hlybocký (Глыбоцкае), Harbunaŭský, Hrabaŭský (Грабаўка), Dubraŭský, Kraŭcoŭský (Краўцова), Kruhavěc-Kalininský (Кругавец-Калініна), Kuzminický, Leninаŭský (Леніна), Markavický (Маркавічы), Nasovický (Насовічы), Pjasočno-Budský, Paddabranský (Паддабранка), Prakopaŭský (Пракопаўка), Cjeruchaŭský (Церуха), Usochabudzký (Ўсоская Буда), Vucjeŭský (Вуць).
V prosinci 1962 byl rajón zrušen a jeho území bylo přeneseno na Dobrušský rajón.